# Gelson Fernandes
Gelson da Conceição Tavares Fernandes (Praia, 2 de setembro de 1986) é um ex-futebolista suíço, que atuava como volante.

## Carreira
Gelson Fernandes tem presença frequente desde 2007 na Seleção suíça, destaque para o gol da vitória na partida entre Espanha e Suíça na Copa do Mundo de 2010. 
Ele fez parte do elenco da Seleção Suíça de Futebol da Eurocopa de 2016.

### Gols pela Seleção
| # | Data                | Local                                        | Oponente | Placar | Resultado | Competição                             |
| - | ------------------- | -------------------------------------------- | -------- | ------ | --------- | -------------------------------------- |
| 1 | 28 de Março de 2009 | Zimbru Stadium, Chişinău, Moldávia           | Moldávia | 0–2    | 0–2       | Eliminatórias da Copa do Mundo de 2010 |
| 2 | 16 de Junho de 2010 | Moses Mabhida Stadium, Durban, África do Sul | Espanha  | 0–1    | 0–1       | Copa do Mundo de 2010                  |